# Вулиця Стефана Таранушенка
Ву́лиця Стефа́на Тарану́шенка — вулиця в Деснянському районі міста Києва, селище Троєщина. Пролягає від вулиці Сім'ї Ханенків до вулиці Миру.

## Історія
Вулиця виникла в 1-й половині XX століття, була названа на честь радянського державного діяча, революціонера Фелікса Дзержинського.
Сучасна назва на честь українського мистецтвознавця та музейника, знавця української архітектури Стефана Таранушенка — з 2016 року.